# 太平山冬青
太平山冬青（学名：Ilex sugerokii）为冬青科冬青属的植物。分布于日本等地，生长于海拔1,120米的地区，见于林中，目前已由人工引种栽培。